# Pablo César Aguilar
Pablo César Aguilar (Luque, 2 de abril de 1987) é um futebolista paraguaio que atua como zagueiro. Atualmente defende o Club Libertad.